# Динамо (Чернівці)
Динамо (Чернівці) — радянський футбольний клуб із Чернівців. Заснований в 1940 році. Разом з чернівецьким «Спартаком» вважається одним з перших професійних клубів (командою майстрів) міста Чернівці з приходом радянської влади.
Востаннє згадується, як радянська команда в 1958 році. У 1993 році за підтримки МВС України в Чернівецькій області, зокрема Івана Зайцева було створено українське ФК «Динамо» Чернівці.

## Історія

Склад команди "Динамо" Чернівці 1949 року

Футбольна команда брала участь у різноманітних змаганнях ще в 1940—1950-их роках, а відновили колектив у 1993 році. Команда перемагала на багатьох міжнародних турнірах та брала участь у чемпіонаті Європи серед поліцейських.

## Досягнення
Кубок УРСР
- Чвертьфіналіст (4): 1944, 1945, 1950, 1952

Чемпіонат Чернівецької області
- Переможець (6): 1948, 1951, 1953, 1954, 1956, 1958

Кубок Чернівецької області
- Володар (5): 1941, 1950, 1953, 1954, 1958

## Статистика виступів

### Чемпіонат
- СРСР:
  - 1949 — 13 місце у Групі II «зона УРСР» (18 команд).
- УРСР:
  - 1948 — 8 місце у 10 зоні КФК (9 команд).
  - 1950 — 3 місце у 4 зоні КФК (10 команд).
  - 1951 — 2 місце у 5 зоні КФК (10 команд).
  - 1952 — 10 місце у 4 зоні КФК (12 команд).
  - 1953 — 3 місце у 1 зоні КФК (6 команд).
  - 1954 — 6 місце у 5 зоні КФК (6 команд).
  - 1955 — 3 місце у 6 зоні КФК (8 команд).
  - 1958 — 4 місце у 6 зоні КФК (8 команд).

### Кубок
- СРСР:
  - 1949 — 1/4 фіналу в зональному етапі.
- УРСР:
  - 1944 — 1/4 фіналу.
  - 1945[ru] — 1/4 фіналу.
  - 1950 — 1/4 фіналу.
  - 1951[ru] — 1/16 фіналу.
  - 1952[ru] — 1/4 фіналу.
  - 1953[ru] — 1/8 фіналу.
  - 1954[ru] — 1/8 фіналу.
  - 1955[ru] — 1/16 фіналу.

## Відомі футболісти
- Норберт Геффлінг
- Абрам Горенштейн
- Микола Гаврилюк
- Юрій Головей
- Віктор Лебедєв